# Tätigkeitsbericht
Ein Tätigkeitsbericht (Abk. TB) ist eine Dokumentation über eine Tätigkeit.
Sie umfasst unter anderem den
- Tätigkeitsbericht des Bundesbeauftragten für den Datenschutz
- Tätigkeitsberichte des Petitionsausschusses des Deutschen Bundestages
- Tätigkeitsbericht der Bundestagsfraktion
- Verfassungsschutzbericht

Die Erstattung von Tätigkeitsberichten ist durch zahlreiche Gesetze zwingend vorgeschrieben.
Betriebsräte haben einmal in jedem Kalendervierteljahr in einer Betriebsversammlung einen Tätigkeitsbericht zu erstatten. (§ 43 Abs. 1 Betriebsverfassungsgesetz (BetrVG)). Ähnliches gilt für den Personalrat. Er hat einmal in jedem Kalenderhalbjahr in einer Personalversammlung einen Tätigkeitsbericht zu erstatten. (§ 59  Abs. 1 Bundespersonalvertretungsgesetz (BPersVG)).